# Imieniny – luty

## Imieniny w lutym obchodzą

### 1 lutego
Brygida, Winand, Winanda, Seweryn, Żegota, Zybert, Zybracht, Zybart, Zygbert, Piotr

### 2 lutego
Berwin, Ermentruda, Jagoda, Joanna, Katarzyna, Kornel, Korneli, Korneliusz, Maria, Marian, Marcin, Miłosław, Miłosława, Piotr, Teodoryk

### 3 lutego
Błażej, Oskar, Ignacy

### 4 lutego

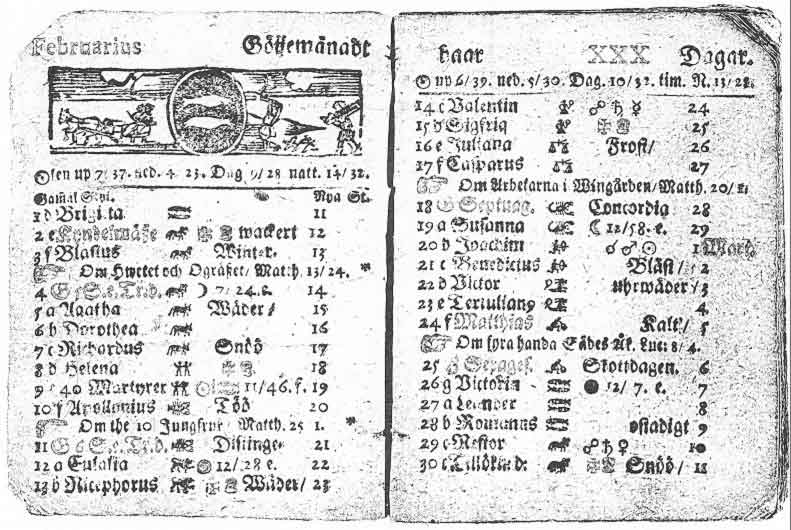
Kalendarz z imieninami w lutym z 1712 roku

Joanna, Weronika, Częstogoj, Izydor

### 5 lutego
Sabbas, Agata, Lubodrog, Awit, Awita, Adelajda, Albwin, Dobiemir, Elpin, Indracht, Jakub, Modest, Przybygniew, Strzeżysława, Rodomił

### 6 lutego
Dorota, Leon, Paweł, Leona, Amanda, Zdziewit

### 7 lutego
Ryszard, Romuald, Teodor, Partenia, Parteniusz, Rozalia, Romeusz

### 8 lutego
Elfryda, Hieronim, Ampeliusz, Gabriela, Gniewomir, Izajasz, Piotr, Polikarp, Juwencja, Juwencjusz, Sebastian, Zyta

### 9 lutego
Apolonia, Cyryl, Marian, Pola, Sulisława

### 10 lutego
Jacek, Elwira, Scholastyka, Trojan

### 11 lutego
Dezydery, Lucjan, Olgierd, Cedmon, Sekundyn, Bertrada, Maria

### 12 lutego
Modest, Eulalia, Damian, Ampeliusz, Melecjusz, Norma, Ewa, Radosław

### 13 lutego
Arleta, Grzegorz, Katarzyna, Jordana, Toligniew

### 14 lutego
Cyryl, Dobiesława, Metody, Auksencja, Auksencjusz, Auksenty, Adolf, Walenty, Piotr, Liliana, Eleukadiusz

### 15 lutego
Julia, Jowita, Faustyn, Zygfryda, Jordana, Zygfryd, Klaudia, Klaudiusz, Georgina

### 16 lutego
Danuta, Eliasz, Julianna, Izajasz, Daniel, Irena, Samuel, Teodul

### 17 lutego
Łukasz, Aleksy, Donat, Zbigniew, Sylwin, Sylwina, Julian

### 18 lutego
Konstancja, Szymon, Konstantyna, Klaudiusz, Gertruda, Agapit, Agapita

### 19 lutego
Arnold, Konrad, Barbacy, Barbat

### 20 lutego
Leon, Ludomira, Leona, Aulus

### 21 lutego
Eleonora, Piotr, Gumbert, Pepin

### 22 lutego
Małgorzata, Marwald, Konkordia, Wrocisław, Marold, Chociebąd, Arystion

### 23 lutego
Marta, Damian, Romana, Izabela, Polikarp, Montan

### 24 lutego
Józefa, Bogurad, Sergiusz, Maciej, Marek, Jan, Wieledrog, Ermegarda, Irmegarda, Montan, Eunika

### 25 lutego
Cezary, Wiktor, Lubart, Antonina, Adam

### 26 lutego
Aleksander, Dionizy, Mirosław, Klaudian, Gerlinda

### 27 lutego
Gabriel, Anastazja, Auksencja, Baldomer, Auksencjusz, Auksenty, Baldomera, Honoryna, Bazyli, Anna

### 28 lutego
Ludomir, Roman, Falibog, Gaja, Makary, Oswald, Kaja, August (w latach nieprzestępnych), Gajusz

### 29 lutego
Ariusz, Roman, Dobrosiodł, August, Lutosław, Teofil